# Naval Air Station Pensacola
La base aéronavale de Pensacola, Naval Air Station Pensacola ou NAS Pensacola (code IATA : NPA • code OACI : KNPA), est la plus grande base de l'aéronavale américaine aux États-Unis. Elle est située dans la banlieue de Pensacola, à l'extrémité nord-ouest de la Floride.
Elle est la principale base d'entraînement des pilotes de l'US Navy, du Corps des Marines et de la Coast Guard, ainsi que celle des officiers d'autres nations alliées ou de l'Otan, dont ceux de l'aéronautique navale de la marine française.
La base est de surcroît connue pour abriter l'escadron de démonstration en vol de l'US Navy : les Blue Angels. Elle abrite également l'Institut médical d'opération et de l'aéronavale (Naval Air and Operational Medical Institute ou NAOMI) qui forment les chirurgiens, les physiologistes et les psychologues spécialisé en médecine aéronautique. Avec la fermeture de la base aéronavale de Memphis dans le Tennessee, Pensacola abrite aussi le centre d'entrainement technique de l'aéronavale (Naval Air Technical Training Center ou NATTC) qui regroupe les écoles d'entrainement formant presque tous les techniciens engagés pour la maintenance des aéronefs de l'US Navy, des Marines et de la Coast Guard.
NAS Pensacola comprend le Forrest Sherman Field, qui abrite le Training Air Wing Six (Escadre d'entrainement aérien 6) comprenant l'escadron d'entrainement 4 Warbucks, l'escadron d'entrainement 10 Wildcats et l'escadron d'entrainement 86 Sabrehawks (avec des avions T-2 Buckeye, T-6A Texan II, T-39 Sabreliner et T-1A Jayhawk), l'escadron de démonstration de l'aéronavale Blue Angels (volant sur des F/A-18 Hornet et un unique USMC KC-130F), le deuxième escadron de l'armée de l'air allemande aux États-Unis (2. Deutsche Luftwaffenausbildungsstaffel USA – abrégé en “2. DtLwAusbStff”), et le détachement de recherche et de sauvetage (volant sur des hélicoptères UH-3H Sea King). Un total de 131 aéronefs opèrent du Sherman Field, générant 100 000 vols par an.
Le National Museum of Naval Aviation, le district historique de la base aéronavale de Pensacola et le fort historique Barrancas et ses redoutes avancés sont aussi situés sur la NAS Pensacola.

## Histoire
Le site actuellement occupé par la NAS Pensacola a été contrôlé par différentes nations. En 1559, l'explorateur espagnol Don Tristan de Luna a fondé une colonie sur l'île Santa Rosa, considérée comme le premier établissement européen de la région de Pensacola. Les Espagnols ont construit le fort en bois San Carlos de Austria sur cette falaise en 1697-1698. Bien qu'assiégé par les Indiens en 1707, le fort ne fut pas pris. En Amérique du Nord, l'Espagne était en concurrence avec les Français, qui avaient colonisé la basse Louisiane, le pays des Illinois et les régions situées au nord. Les Français ont détruit ce fort lorsqu'ils ont pris Pensacola en 1719. Après la défaite de la Grande-Bretagne contre les Français lors de la guerre de Sept Ans et l'échange d'une partie du territoire avec l'Espagne, les colons britanniques ont repris ce site et la Floride occidentale en 1763.
En 1781, en tant qu'alliés des rebelles américains pendant la guerre d'indépendance américaine, les Espagnols ont capturé Pensacola. La Grande-Bretagne a cédé la Floride occidentale à l'Espagne après la guerre. Les Espagnols ont achevé le fort San Carlos de Barrancas en 1797,. Barranca est un mot espagnol qui signifie falaise, la caractéristique naturelle du terrain qui rend cet endroit idéal pour la forteresse.
Pensacola a été prise par le général Andrew Jackson en novembre 1814 pendant la guerre de 1812 entre la Grande-Bretagne et les États-Unis. Les forces britanniques ont détruit le fort San Carlos alors qu'elles balayaient la région. Les Espagnols ont gardé le contrôle de la région jusqu'en 1821, lorsque le traité Adams-Onís a confirmé l'achat de la Floride espagnole par les États-Unis et que l'Espagne a cédé ce territoire aux États-Unis.
En 1825, les États-Unis ont désigné cette zone pour le chantier naval de Pensacola et le Congrès a alloué 6 000 dollars pour un phare. Opérationnel cette année-là, il "est dit être hanté par un gardien de phare assassiné par sa femme". Fort Barrancas a été reconstruit, 1839-1844, l'armée américaine l'ayant désactivé le 15 avril 1947. Désigné site historique national (NHL) en 1960, le contrôle du site a été transféré au National Park Service en 1971. Après une importante restauration entre 1971 et 1980, Fort Barrancas a été ouvert au public. Il dispose d'un centre d'accueil des visiteurs.

### Chantier naval
Conscients des avantages du port de Pensacola et des importantes réserves de bois à proximité pour la construction navale, le président John Quincy Adams et le secrétaire à la Marine Samuel Southard ont pris des dispositions en 1825 pour construire un chantier naval à l'extrémité sud du comté d'Escambia, où se trouve aujourd'hui la station aérienne. Les capitaines de la marine William Bainbridge, Lewis Warrington et James Biddle ont choisi le site de la baie de Pensacola.

### L'emploi civil
L'emploi civil a commencé en avril 1826, avec la construction des premiers bâtiments du chantier naval de Pensacola, également connu sous le nom de Warrington Navy Yard. Pensacola deviendra plus tard l'une des stations navales les mieux équipées du pays, mais le premier chantier naval rencontrait des problèmes de recrutement et de main-d'œuvre. Les travailleurs qualifiés n'étaient tout simplement pas disponibles localement, les logements étaient limités et les conditions de vie à Pensacola étaient difficiles. Au début, des ouvriers qualifiés ont été recrutés à Boston et dans d'autres bases navales du nord. Beaucoup de ces nouveaux employés civils étaient mécontents des conditions locales et surtout de leurs salaires et de leurs horaires. En conséquence, le 14 mars 1827 a lieu la première grève du travail. Le capitaine Melancthon Taylor Woolsey a réussi à faire suffisamment d'ajustements à la journée de travail pour que les hommes reprennent le travail après quelques jours.
Un facteur qui empêchait les travailleurs militaires et civils de rester à Pensacola était l'absence d'un hôpital adéquat. Le 3 novembre 1828, le chirurgien naval Isaac Hulse, médecin responsable de l'hôpital naval de Barrancas en Floride, écrit au Commodore Melanchthon Taylor Woolsey un rapport de situation. Son compte rendu couvre la période de mars à novembre 1828 et détaille les 66 marins et marines admis, leur nom et leur grade, le diagnostic ou la nature de leur blessure, et la date de leur sortie ou de leur décès. La mortalité à Pensacola restera élevée en raison de la prévalence de la fièvre jaune et de la malaria. De nombreux officiers et hommes de la marine considéraient le Navy Yard comme une affectation malsaine et potentiellement mortelle. Par exemple, le constructeur naval Samuel Keep écrivait à son frère en juillet 1826 : " Je ne resterai pas ici à moins d'y être obligé ". Malgré les efforts héroïques de la communauté médicale, la fièvre jaune revient par intermittence sur le chantier naval (1835, 1874, 1882, etc.), la maladie n'étant maîtrisée que grâce au travail du major Walter Reed en 1901.

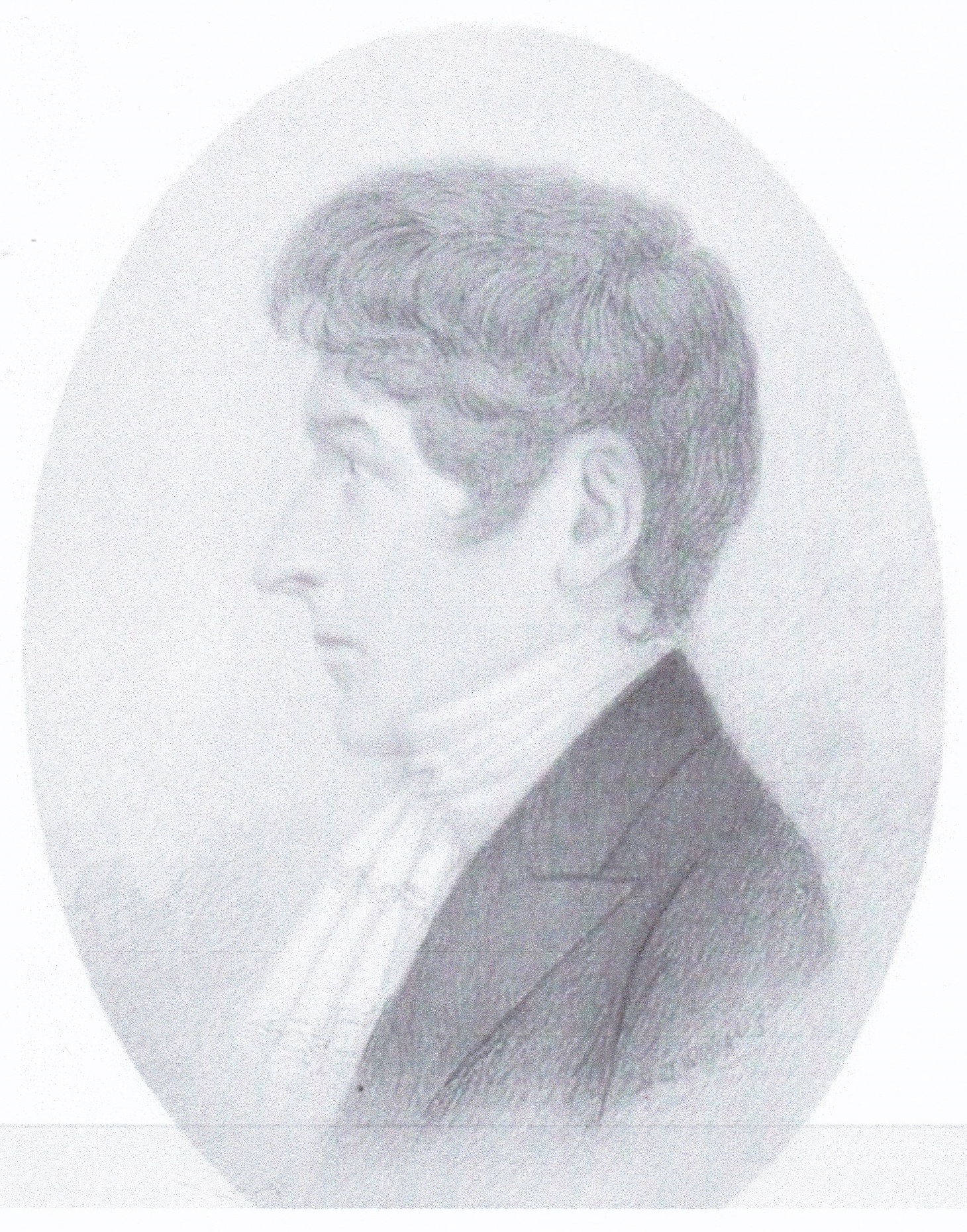
Croquis du chirurgien Isaac Hulse USN (1797 - 1856) en tant que jeune homme.

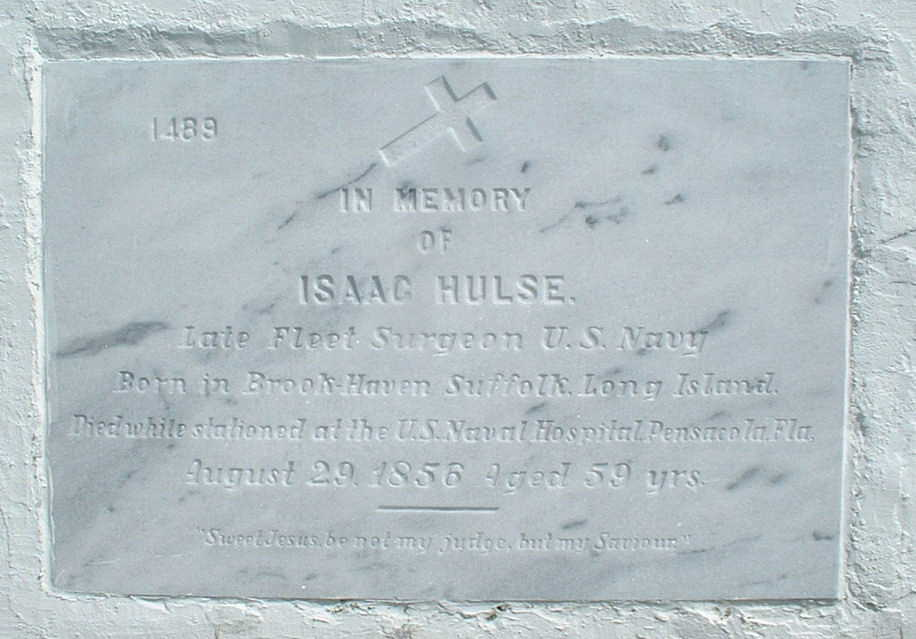
Mémorial d'Issac Hulse (1797 1856)

De sa fondation jusqu'à la guerre de Sécession, le chantier naval de Pensacola a fait largement appel à la main-d'œuvre asservie. En mai 1829, la liste mensuelle des mécaniciens et des ouvriers du chantier naval de Pensacola dénombrait un total de 87 employés, dont 37 étaient des travailleurs asservis. Le capitaine Lewis Warrington, premier commandant du chantier naval de Pensacola, s'est plaint au Conseil des commissaires de la marine : "On ne peut trouver ici ni ouvriers ni mécaniciens". Dès avril 1826, Warrington avait demandé et obtenu la permission d'embaucher de la main-d'œuvre asservie, " car je recommanderais l'emploi de travailleurs noirs de préférence aux blancs, car ils conviennent mieux à ce climat, sont moins susceptibles de changer, plus facilement contrôlables, plus tempérés, et feront effectivement plus de travail". Même après que Warrington eut finalement réussi à obtenir des compagnons mécaniciens blancs qualifiés de Norfolk, il demanda et obtint la permission de continuer à utiliser de la main-d'œuvre asservie, car en raison des conditions insalubres et du faible salaire, les travailleurs blancs ne voulaient tout simplement pas rester dans la nouvelle station navale. En conséquence, l'agent de la marine de Pensacola, Samuel R. Overton, a publié une annonce pour 38 travailleurs asservis, promettant aux esclavagistes locaux "17 dollars par mois avec des rations communes de la marine". Les noms des cautions figurent sur la liste des employés du chantier naval de mai 1829. Pour apaiser les inquiétudes des esclavagistes, le commandant William Compton Bolton annonçait que les travailleurs asservis bénéficieraient de soins médicaux gratuits à l'hôpital du chantier naval. Pensacola n'était pas le premier chantier naval à utiliser de la main-d'œuvre asservie, le Washington Navy Yard établi en 1799 et peu après le Gosport Navy Yard en Virginie employaient tous deux de la main-d'œuvre asservie. Les esclaves ont rapidement "constitué une majorité des employés du chantier naval. Ils effectuaient presque toutes les tâches requises, y compris la construction et la réparation des navires, la charpenterie, la forge, la maçonnerie et les travaux généraux ". Bien que cela ne soit pas explicitement indiqué dans les journaux de bord du chantier naval de Pensacola, les travailleurs noirs asservis étaient répertoriés comme " ouvriers " tandis que les travailleurs blancs étaient classés dans la catégorie " ordinaire ". "(voir vignette : entrées du journal de la station, 1er juillet 1836),. Les feuilles de paie du Pensacola Navy Yard montrent que les travailleurs esclaves étaient loués à des membres éminents de la société locale de Pensacola.
L'esclavage fait partie intégrante de la main-d'œuvre du chantier naval de Pensacola tout au long de la période antebellum. L'érudit Ernest Dibble conclut son étude de la présence militaire à Pensacola par cette coda : "À Pensacola, l'armée n'était pas seulement la force la plus importante de l'économie locale, mais aussi l'influence la plus importante de la propagation de l'esclavagisme à Pensacola. "Les fiches de paie civiles de Pensacola révèlent que le chantier naval louait des esclaves à des membres éminents de la société de Pensacola. Le travail en esclavage s'est poursuivi au chantier naval de Pensacola jusqu'à la guerre civile américaine.

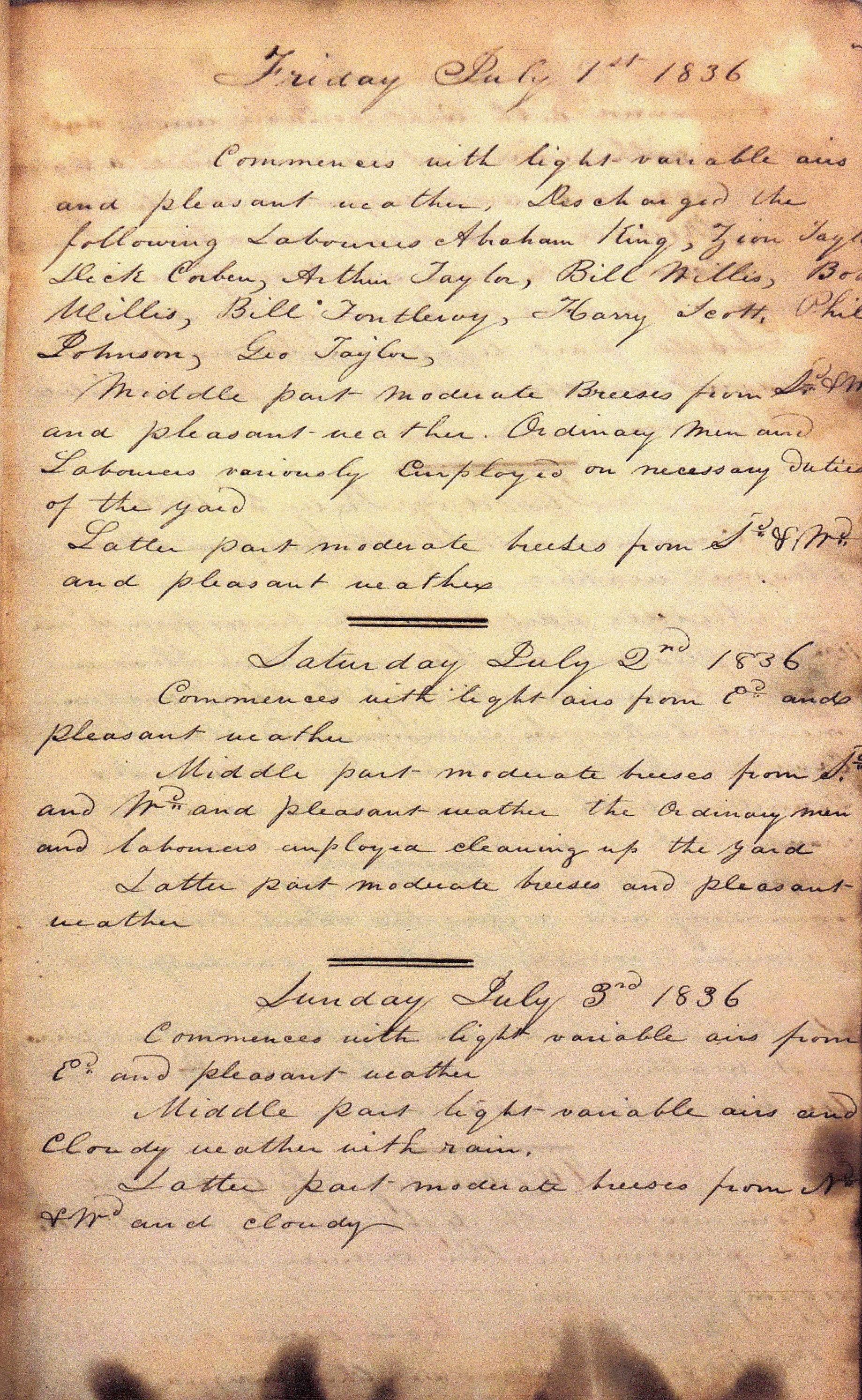
Les entrées du journal de bord de la gare maritime de Pensacola du 1er au 3 juillet 1836, l'entrée du 1er juillet 1836 comprend les noms des travailleurs asservis.

Le 13 août 1859, le commandant James K. McIntosh écrit au secrétaire de la Marine Isaac Toucey : " J'ai l'honneur de vous informer que le sloop de guerre à vapeur USS Pensacola a été lancé avec succès... " Avec ce " lancement, l'installation navale de Pensacola est devenue un véritable chantier naval ". Il a été suivi par le sloop USS Seminole la même année.
Au cours de ses premières années, la garnison de l'escadron des Antilles s'est occupée principalement de la suppression du commerce des esclaves africains et de la piraterie dans le Golfe du Mexique et les Caraïbes. Les États-Unis et la Grande-Bretagne avaient interdit le commerce international d'esclaves à partir de 1808, mais la contrebande s'est poursuivie pendant des décennies, d'autant plus que Cuba et certaines nations d'Amérique du Sud ont maintenu l'esclavage.

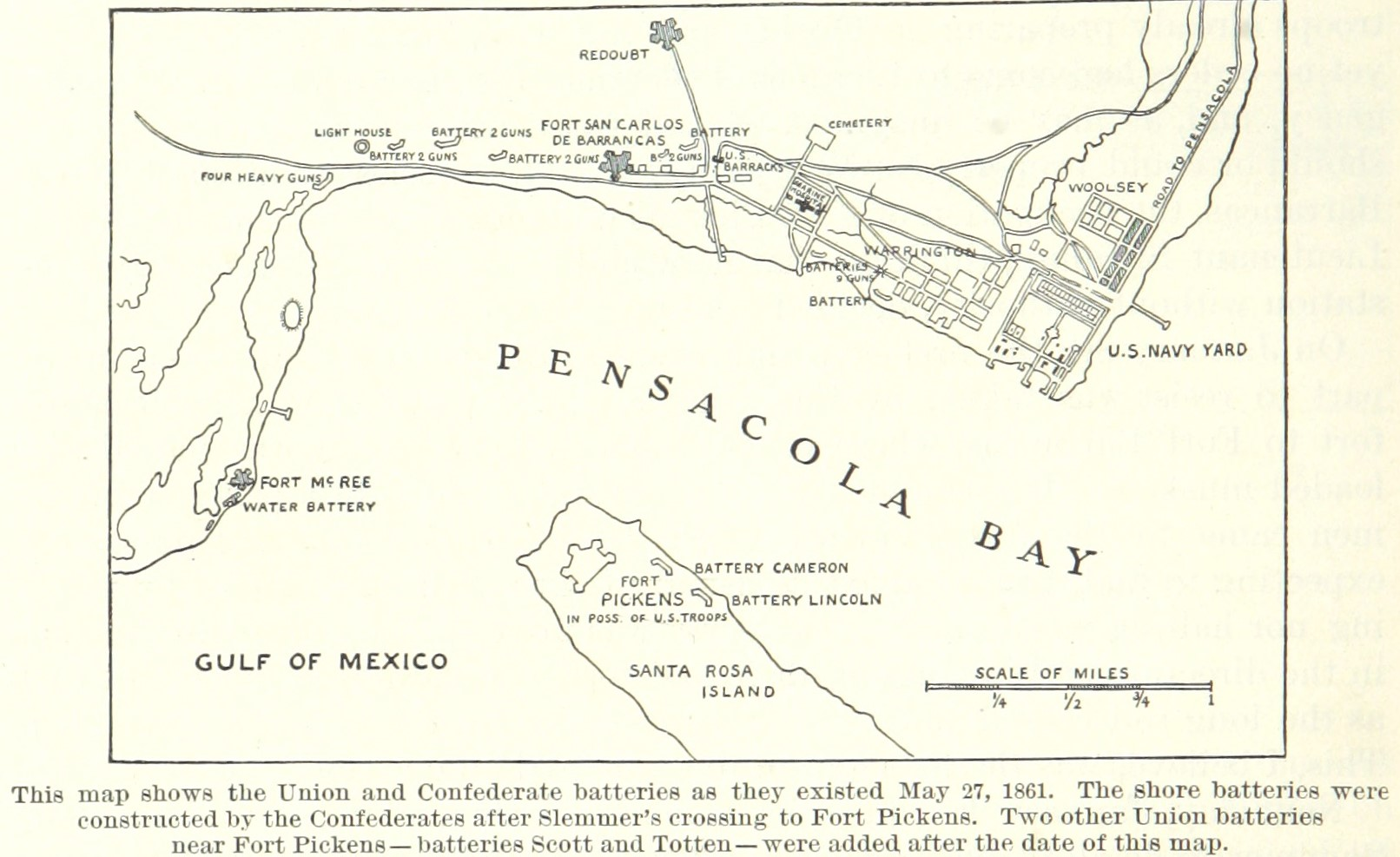
Forts et batteries près du Navy Yard le 27 mai 1861

Le 12 janvier 1861, juste avant le début de la guerre civile, le Warrington Navy Yard se rend aux sécessionnistes. Lorsque les forces de l'Union s'emparent de la Nouvelle-Orléans en 1862, les troupes confédérées, craignant une attaque par l'ouest, se retirent du Navy Yard et réduisent la plupart des installations en ruines. À l'époque, ils ont également abandonné Fort Barrancas et Fort McRee.
Après la guerre, les ruines du chantier naval ont été déblayées et les travaux de reconstruction de la base ont commencé. Bon nombre des structures actuelles de la station aérienne ont été construites à cette époque, notamment les majestueuses maisons à deux et trois étages de North Avenue. En 1906, beaucoup de ces structures nouvellement reconstruites ont été détruites par un grand ouragan et une onde de tempête.
Le chemin de fer de Pensacola et Fort Barrancas (Pensacola and Fort Barrancas Railroad) a été construit en 1870 pendant la Reconstruction, apportant un service ferroviaire à bord du Navy Yard et améliorant les liaisons avec la ville de Pensacola. La société a été constituée par une loi spéciale de l'État de Floride le 12 février 1870 pour améliorer l'infrastructure, et le Congrès lui a accordé une servitude pour traverser la réserve fédérale du Navy Yard le 30 janvier 1871.

### Station aéronautique navale

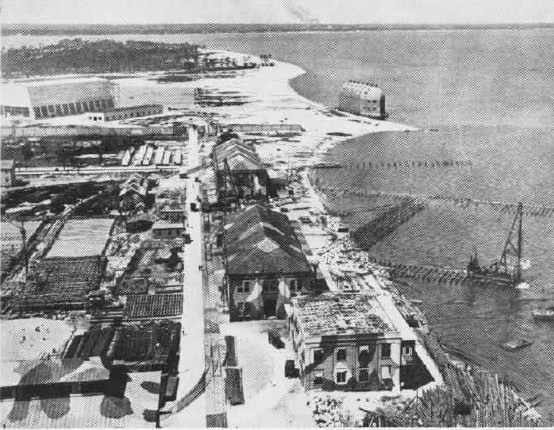
Naval Air Station (NAS) Pensacola en 1918

Le département de la marine a pris conscience des possibilités de l'aéronautique navale grâce aux efforts du capitaine Washington Irving Chambers, qui a convaincu le Congrès d'inclure dans la loi sur les crédits navals adoptée en 1911-12 une disposition relative au développement aéronautique. Chambers reçut l'ordre de consacrer tout son temps à l'aéronautique navale. 

En octobre 1913, le secrétaire à la Marine Josephus Daniels nomme un conseil, présidé par le capitaine Chambers, chargé d'étudier les besoins aéronautiques et d'établir une politique pour guider le développement futur. L'une des recommandations les plus importantes du conseil était l'établissement d'une station de formation aéronautique à Pensacola.
Le 20 janvier 1914, le capitaine de corvette Henry C. Mustin, aviateur naval n° 11, le lieutenant John H. Towers, aviateur naval n° 3, et le lieutenant Patrick N. L. Bellinger, aviateur naval n° 8, sont arrivés à Pensacola sur l'ancien cuirassé USS Mississippi avec les hommes et les avions du camp d'aviation navale d'Annapolis, dans le Maryland. "L'unité d'aviation se composait de neuf officiers, 23 hommes engagés et sept avions". Le premier vol a eu lieu le 2 février 1914, avec le lieutenant Towers et l'enseigne Godfrey deC. Chevalier, aviateur naval n° 7, aux commandes.
Lors de l'entrée des États-Unis dans la Première Guerre mondiale le 6 avril 1917, Pensacola, qui était encore la seule station aéronavale, comptait 38 aviateurs navals, 163 hommes enrôlés formés au soutien aéronautique et 54 aéronefs à voilure fixe. Deux ans plus tard, à la signature de l'armistice en novembre 1918, la station aérienne, avec 438 officiers et 5 538 hommes engagés, avait formé 1 000 aviateurs navals. À la fin de la guerre, les hydravions, les dirigeables et les ballons cerfs-volants étaient logés dans des hangars en acier et en bois qui s'étendaient sur un kilomètre le long de la plage de la station aérienne.
Dans les années qui suivent la Première Guerre mondiale, la formation en aviation ralentit. Une moyenne de 100 pilotes sortaient chaque année du cours de pilotage de 12 mois. C'était avant que la catégorie des cadets de l'aviation ne soit établie ; les officiers n'étaient acceptés dans le programme de formation au pilotage qu'après au moins deux ans de service en mer. La majorité d'entre eux étaient des diplômés d'Annapolis, bien que quelques officiers de réserve et des hommes enrôlés aient également obtenu leur diplôme. La station aéronavale de Pensacola est connue comme l'"Annapolis de l'air".
Station Field a été créée sur le côté nord du chantier naval en 1922. Agrandi, il a été rebaptisé Chevalier Field en 1935 en l'honneur du capitaine de corvette Godfrey DeCourcelles Chevalier, diplômé de l'Académie navale des États-Unis en 1910, et l'un des premiers pilotes de l'aéronavale, désigné sous le numéro 7 le 7 novembre 1915. Avec l'avènement de l'aviation à réaction, sa piste de 3 100 pieds était trop courte pour les nouveaux avions entrant en service. Forrest Sherman Field a été ouvert en 1954 pour la plupart des opérations à voilure fixe.

### Station aéronavale
Avec l'inauguration en 1935 du programme de formation des cadets, l'activité à Pensacola s'est à nouveau développée. Lorsque les installations de formation de Pensacola ne purent plus accueillir le nombre toujours croissant de cadets acceptés par la marine, deux autres stations aéronavales furent créées, l'une à Jacksonville, en Floride, et l'autre à Corpus Christi, au Texas. (Pendant cette période, le bloc démocrate du Sud exerçait une influence considérable au Congrès, le Sud étant une région à parti unique. Les démocrates occupaient les postes clés de président de commission par ancienneté et dirigeaient de nombreux projets vers leur région).
En août 1940, une plus grande base auxiliaire, Saufley Field, nommée en l'honneur du LT R.C. Saufley, Naval Aviator 14, fut ajoutée aux activités de Pensacola. En octobre 1941, un troisième terrain, Ellyson Field, nommé en l'honneur du CDR Theodore G. "Spuds" Ellyson, le premier aviateur de la Navy, a été ajouté.

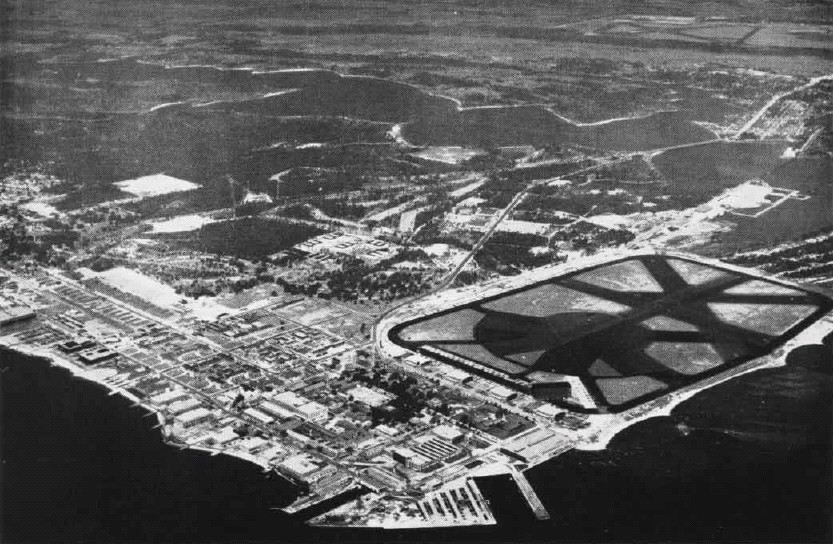
Vue aérienne de la NAS Pensacola au milieu des années 1940. Chevalier Field se trouve en haut à droite.

Avec le début de la Seconde Guerre mondiale, la NAS Pensacola est redevenue le centre des activités d'entraînement aérien. La NAS Pensacola s'est à nouveau développée, formant 1 100 cadets par mois, soit 11 fois le nombre de cadets formés annuellement dans les années 1920. La croissance de la NAS Pensacola, qui est passée de 10 tentes au plus grand centre d'aviation navale du monde, a été soulignée par la déclaration du sénateur de l'époque, Owen Brewster : "Les aviateurs navals de la NAS Pensacola ont été appelés à former les Raiders de Doolittle à Eglin Field en 1942 pour des décollages sur porte-avions à bord de leurs bombardiers B-25 Mitchell. Le lieutenant de marine Henry Miller a supervisé leur formation au décollage et a accompagné les équipages jusqu'au lancement. Pour ses efforts, le lieutenant Miller est considéré comme un membre honoraire du groupe des Raiders.
Pendant la guerre de Corée, l'armée est prise en plein milieu de la transition des hélices aux jets. La station aérienne a dû revoir ses cours et ses techniques de formation. La NAS Pensacola a produit 6 000 aviateurs de 1950 à 1953.
Forrest Sherman Field a été ouvert en 1954 sur le côté ouest de la NAS Pensacola. Cet aérodrome pour avions à réaction a été nommé en l'honneur du défunt amiral Forrest P. Sherman, ancien chef des opérations navales. Peu après, l'escadron de démonstration en vol de la marine américaine, les Blue Angels, a déménagé de la NAS Corpus Christi, au Texas.
Les besoins en matière de formation des pilotes se sont déplacés vers le haut afin de répondre aux exigences de la guerre du Vietnam, qui a occupé une grande partie des années 1960 et 1970. D'un minimum de 1 413 en 1962, avant l'entrée en scène des États-Unis de manière substantielle, la formation des pilotes en 1968 a produit 2 552 diplômés.

### Dépôt d'aviation navale
Dès les premiers jours de l'aviation navale à Pensacola, une installation d'entretien des aéronefs a fonctionné à la station aérienne. Initialement connu sous le nom de département de construction et de réparation, il a été redésigné en 1923 comme département d'assemblage et de réparation, puis en 1948 comme département de révision et de réparation. En 1967, le statut de l'installation de la NAS Pensacola et de cinq autres stations aériennes de la Marine et d'un Corps des Marines a été modifié pour devenir celui de commandements séparés, chacun étant appelé Naval Air Rework Facility et devant rendre compte au commandant du Naval Air Systems Command au lieu du commandant de la station aérienne. Les anciens hangars d'hydravions situés le long du bord sud de la station aérienne, ainsi qu'une grande structure à Chevalier Field, ont été utilisés pour la révision des avions, et Pensacola a été désigné comme site de révision des A-4 Skyhawk.
En 1987, le nom de Naval Aviation Depot a remplacé celui de Naval Air Rework Facility afin de refléter plus précisément l'étendue de leurs activités. Trois dépôts de l'aviation navale ont été fermés en vertu des recommandations du comité BRAC de 1993, dont celui de la NAS Pensacola, et la plupart des bâtiments de la station aérienne impliqués dans ces tâches ont été rasés.

### École navale de photographie

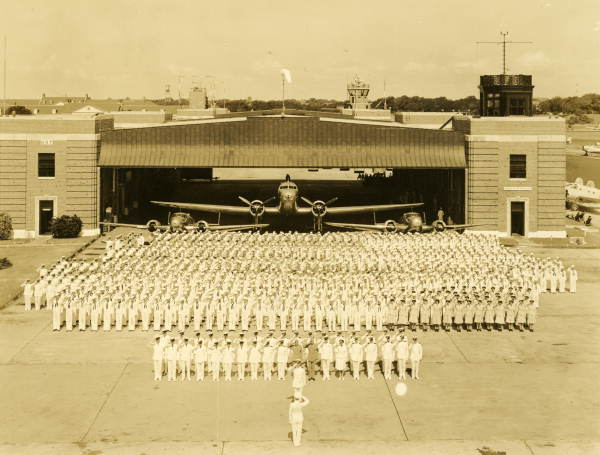
Inspection mensuelle de l'école de photographie de la marine à la NAS Pensacola, 29 juillet 1944. Photographie de Joseph Janney Steinmetz

L'école de photographie navale était située sur la base. Howard Zieff y a appris la photographie et l'inspection mensuelle de l'école a été photographiée par Joseph Janney Steinmetz en 1944. L'école de photographie de la marine formait les étudiants de la marine, du corps des marines et des garde-côtes aux programmes de base (école A), avancés (écoles B et C) et spéciaux (reconnaissance, photojournalisme, etc.). Elle était installée dans le BlDG 1500, aujourd'hui le quartier général de la base, et un petit musée présente une variété d'objets provenant de l'école.